# Fruits Basket
Fruits Basket (フルーツバスケット, Furūtsu basuketto) és una sèrie manga i anime de gènere shōjo de l'autora Natsuki Takaya. La història se centra en una estudiant d'institut, la Tōru Honda, que comença a viure amb la peculiar família Sōma. Al llarg de la història va coneixent els seus membres i les seves particularitats. Els Sōma sofreixen una maledicció: si una persona del sexe oposat els abraça o si es troben en estrès emocional extrem, metamorfosen en l'animal del zodíac xinès que correspon a la seva data de naixement.
El manga va finalitzar el 20 de novembre del 2006 amb 23 toms (últim capítol el número 136), mentre que l'anime consta de 26 episodis. El 2001 va guanyar el Premi Kōdansha al millor manga en la categoria de shōjo. Takaya va començar una seqüela titulada Fruits Basket Another el setembre de 2015 i la sèrie derivada The Three Musketeers Arc l'abril de 2019.
El 2001 se'n va fer un anime, dirigit per Akitaro Daichi, emès al Japó per TV Tokyo. Es va doblar al català. El 2019 es va començar a emetre una nova versió de l'anime que adaptava tot el manga sencer, a diferència de l'original. Va ser produït per TMS Entertainment i dirigit per Yoshihide Ibata i es va estrenar l'abril de 2019. La primera temporada es va emetre d'abril a setembre de 2019, la segona temporada d'abril a setembre de 2020 i la tercera i última temporada d'abril a juny de 2021.

## Argument
La història comença poc després que la Tōru Honda, una estudiant d'institut, perd la seva mare en un accident. La seva intenció és anar a viure amb el seu avi, però no pot acollir-la perquè ha de fer reformes a casa seva i ell se'n va a casa d'uns familiars. Així doncs, la Tōru decideix anar a viure sola en una tenda de campanya que posa en un terreny desocupat al bosc, que pertanyia a la família Sōma, tot i que no ho sabia. La Tōru, llavors es posa a treballar en una feina a temps parcial mentre ajuda el seu avi.
Mentre va caminant cap a l'escola es troba una casa, entra i coneix en Shigure. Al capvespre, ell al costat d'en Yuki Sōma (el "príncep" i noi popular de l'escola) veuen la Tōru al bosc, la segueixen i descobreixen amb la seva tenda de campanya. Quan la Tōru es desperta a cal Yuki, s'adona que el terreny en què ella acampava pertany a la famosa família Sōma. Aleshores, apareix un altre personatge desconegut, en Kyō (un altre cosí d'en Yuki), amb la intenció de desafiar en Yuki a un combat. La Tōru intenta aturar en Yuki i en Kyō perquè no es barallin, però, en fer-ho, ensopega amb un tros de fusta que havia caigut del sostre i cau a sobre en Kyō, en Yuki i en Shigure. La sorpresa de la Tōru és majúscula quan fa contacte amb els tres membres de la família Sōma, ja que es transformen en animals. A l'estona tornen a ser normals... però apareixen nus!
En Shigure explica a la Tōru que els membres de la família Sōma estan afectats per la maledicció del zodíac xinès (同士, jūnishi), la qual consisteix que quan són abraçats per membres del sexe oposat o es troben en moments d'extrema agitació emocional, els seus cossos es transformen en animals pertanyents al zodíac xinès, segons el mes del seu naixement. L'excepció és en Kyō, que es transforma en gat, el qual segons la llegenda va romandre fora del zodíac xinès en ser traït per la rata. Com una forma de venjança, el gat va llançar una maledicció sobre la rata i la maledicció va recaure sobre els altres animals. Aquesta traïció provoca una extrema rivalitat entre en Yuki (la rata) i en Kyō (el gat), a més de ser la base de la maledicció dels Sōma.
La Tōru promet no revelar aquest secret a ningú. El líder de la família, l'Akito Sōma accepta en primera instància que la Tōru continuï convivint amb els Sōma. Aleshores van apareixent nous membres de la família, i la Tōru anirà de mica en mica aprenent les seves identitats i secrets, ja que aquests membres que duen la maledicció tenen personalitats diferents, moltes d'allò més extravagants; i han sofert per la seva maledicció diferents fets, quan eren petits.

## Manga

### Publicació original
Els 136 capítols de Fruits Basket van ser serialitzats originalment al Japó per l'editorial Hakusensha a la revista Hana to Yume des del juliol de 1998 fins al novembre de 2006. Es van recollir en 23 volums tankōbon, publicats del 19 de gener de 1999 al 19 de març de 2007. El 4 de setembre de 2015, Hana to Yume Comics va publicar els dos primers volums de Fruits Basket: Collector's Edition (愛蔵版 フルーツバスケット, Aizōban Furūtsu Basuketto) al Japó. El 12è i darrer volum es va publicar el 20 de juliol de 2016.

### Spin-offs
El 4 de setembre de 2015, una nova sèrie, Fruits Basket Another (Furūtsu Basuketto Anazā) (フルーツバスケットanother) va començar a serialitzar-se a HanaLaLaOnline. L'agost de 2017 es va traslladar a Manga Park. Originalment, es va anunciar que Fruits Basket Another estaria acabada el 3 de desembre de 2018, però el març de 2020 es va anunciar que la sèrie tornaria el 20 d'abril de 2020 amb el capítol 13 (dividit en tres parts), originalment previst per a 6 d'abril. La segona part del capítol 13 es va publicar el 4 de maig de 2020 i la tercera part del capítol 13 es va publicar el setembre de 2020, i Takaya va anunciar que aquest seria "de manera provisional" l'últim capítol del manga. El primer volum recopilatori es va publicar el 19 d'agost de 2016. La sèrie va acabar amb un quart volum, publicat el 18 de febrer de 2022.
Una sèrie de 3 capítols, titulada Fruits Basket: Three Musketeers Arc (Furūtsu Basuketto Mabudachi Tokubetsu-hen) (フルーツバスケット：マブダチ特別編) es va publicar a Hana to Yume del 20 d'abril de 2019 al 5 de juliol de 2019. El 20 d'abril de 2020 se'n va començar a publicar una "segona temporada". El segon capítol es va publicar el 20 de juny. El tercer i darrer capítol es va publicar el 5 d'agost de 2020. Els capítols es van recollir al quart volum de Fruits Basket Another. Yen Press va publicar-ne la sèrie digitalment. El primer capítol de Fruits Basket: The Three Mosketeers Arc 2 es va publicar el 28 d'abril de 2020. El segon capítol es va publicar el 22 de juny de 2020. El tercer capítol es va publicar el 5 d'agost de 2020.

## Anime

### Anime del 2001
La sèrie d'anime, basada en el manga fou adaptada en 26 de capítols de 25 minuts de durada. Fou estrenada al Japó el 5 de juliol de 2001 per TV Tokyo, dirigida per Akitaro Daichi i animada per l'Studio DEEN. Fins al darrere episodi el 21 de desembre, va obtenir un notable èxit de popularitat, també a altres països com França, Austràlia, Estats Units, etc.
A Catalunya, fou emesa pel canal K3 des del 23 d'agost de 2005 fins al 28 de febrer de 2006, amb nombroses reemissions ulteriors. A Espanya, fou distribuïda i comercialitzada en format DVD per Jonu Media i també fou emesa pel canal Buzz i Animax.
| Personatge           | Veu en japonès   | Veu en català     |
| -------------------- | ---------------- | ----------------- |
| Tôru Honda           | Yui Horie        | Marta Ullod       |
| Yuki Sôma            | Aya Hisakawa     | Ivan Labanda      |
| Kyo Sôma             | Tomokazu Seki    | Óscar Muñoz       |
| Shigure Sôma         | Ryôtarô Okiayu   | Aleix Estadella   |
| Momiji Sôma          | Ayaka Saitoh     | Elisabet Bargalló |
| Hatori Sôma          | Kazuhiko Inoue   | Albert Roig       |
| Akito Sôma           | Murasaki Wakaba  | Claudi Domingo    |
| Hatsuharu Sôma       | Akio Suyama      | Hernan Fernández  |
| Ayame Sôma           | Mitsuru Miyamoto | Mark Ullod        |
| Kagura Sôma          | Kotono Mitsuishi | Roser Aldabó      |
| Kyoko Honda          | Reiko Yasuhara   | Montse Puga       |
| Font: eldoblatge.com |                  |                   |

### Anime del 2019
El novembre de 2018 es va anunciar una nova adaptació a l'anime. La nova adaptació començaria l'abril de 2019 i adaptaria tot el manga. Compta amb un nou repartiment i personal com va sol·licitar Takaya. TMS Entertainment va encarregar-se'n de la producció, Yoshihide Ibata en va dirigir la sèrie, Taku Kishimoto va encarregar-se'n de la composició i Masaru Shindou va encarregar-se del disseny dels personatges. La primera temporada va tenir 25 episodis. Es va estrenar el 6 d'abril de 2019 i va finalitzar la seva emissió el 21 de setembre de 2019. Es va emetre a les cadenes TV Tokyo, TV Osaka i TV Aichi. El primer tema d'obertura, que va sortir de l'episodi 1 al 13 és Again de Beverly. El segon tema d'obertura, que va sortir de l'episodi 14 al 25 és Chime d'Ai Otsuka. El primer tema final, que va sortir de l'episodi 1 al 13 és Lucky Ending de Vickeblanka. El segon tema final, que va sortir de l'episodi 14 al 25 és One Step Closer d'INTERSECTION.
Una segona temporada es va emetre del 7 d'abril de 2020 al 22 de setembre de 2020. El tercer tema d'obertura, que va sortir de l'episodi 26 al 38 és Prism d'AmPm ft Miyuna. El quart tema d'obertura dels episodis 39 en endavant és Home de Toki Asako.El tercer tema final, que va sortir de l'episodi 26 al 38 és ad meliora de THE CHARM PARK. El quart tema final dels episodis 39 en endavant és Eden de Monkey Majik.
Una tercera i última temporada, titulada Fruits Basket: The Final, es va emetre del 6 d'abril de 2021 al 29 de juny de 2021. El cinquè tema d'obertura és Pleasure de WARPs UP i el cinquè tema final és Haru Urara de GENIC.

### Pel·lícula
La sèrie va rebre una pel·lícula recopilatòria titulada Fruits Basket: Prelude, que es va estrenar a les sales de cinema al Japó el 18 de febrer de 2022. Resumeix la sèrie d'anime del 2019 i inclou un episodi preqüela titulat Kyо̄ko to Katsuya no Monogatari que se centra en els pares de la Tōru i una història original escrita per Takaya ambientada després de la sèrie. El tema principal de la pel·lícula és Niji to Kite ('Arc de Sant Martí i estel') d'Ohashi Trio.